# Liviu Georgescu
Liviu Georgescu (n. 7 aprilie 1958, București, România – d. 28 aprilie 2023) a fost un scriitor român.

## Date biografice
- A absolvit Facultatea de Medicină Generală din București (1984). Medic în România până în 1989. Din 1990, azilat politic în Statele Unite ale Americii, urmându-și soția care se refugiase politic din 1987. Publică poezie, proză, articole de medicină în  România, Suedia , Noua Zeeland și Statele Unite. Face rezidența în medicină internă la Montefiore Medical Center-Albert Einstein College of Medicine din New York  și specializarea în reumatologie la Hospital for Special Surgery, New York Hospital-Cornell University Medical Center din New York. Din 1997 practică medicina internă în cabinetul său din New York. Scriitor optzecist, membru al Cenaclului de Luni condus de Nicolae Manolescu, al "New York Academy of Poets",  , "Poetry Society of America" , , "Modern Poetry Association",  , "International Library of Poets" și ”Flushing art league”.  și membru al American College of Rheumatology. Arthritis Foundation [nefuncțională]

## Publicații
- După  aproape 20 de ani de scris, timp  în care nu a publicat niciodată  sub regimul comunist,  în 1998 se hotărăște să  publice din poemele sale. Apare editorial cu poeme în Lumină Lină, New York.

Volume în limba română
- Călăuza, Axa, Botoșani, 2000,  (prefață de Nicolae Manolescu);
- Solaris, Universalia Publishing House,  New York, 2002, (prefață de Nicolae Manolescu);
- Ochiul Miriapod, Cartea Românească, 2003;
- Orologiul cu Statui, Dionisos, Botoșani, 2004;
- Piatră și Lumină, Paralela 45, 2005 (postfață Gheorghe Grigurcu);
- Transatlantice, Paralela 45, 2007 (postfață Daniel Cristea-Enache);
- Nu am voie, Paralela 45, 2008, (postfață de Al. Cistelecan)[4]
- Domnul deputat se prăbușește, nouă nuvele politice inedite, volumul colectiv, Tritonic Grup Editorial, 2009;
- El, Paralela 45, 2010;
- Smulgerea zalei, Paralela 45, 2010;
- Sau dincoace de Stix, Paralela 45, 2011;
- Katanamorfoze, Brumar, 2012 (postfață de Al. Cistelecan);
- Ziua de dinainte, poezie, Paralela 45, 2012 (postfață de Mircea Martin).

Volume în limba engleză
- Hidden death, hidden escape, editura Spuyten Duyvil din New York, 2003;
- Recovered Confessions, editura Watermark Press, Maryland, 2004 (volum publicat în urma unui concurs și selecții a International Library of Poetry);

Volum bilingv
- Zbor în Cursa de Cristal/Flight inside a Crystal Trap, editura Institutului Cultural Român, 2004, (prefață de Nicolae Manolescu);

Pezent cu poeme în antologii în limba engleză din Statele Unite și Anglia
- The Best Poems and Poets  la Watermark Press, Maryland, USA în anii: 2001, 2002, 2003;
- "Friends I've never met", Watermark Press, Maryland, USA, 2001;
- ”Mythology of the heart”, Watermark Press, Maryland, USA, 2002;
- ”The Colors of Life”, Watermark Press, Maryland, USA, 2003;
- ”The International Who’s Who in Poetry”, Watermark Press, Maryland, 2004;
- ”Theatre of the Mind”, Noble House Publishers, Londra, Anglia, 2003
- ”International Notebooks of Poetry” (Georgia), 2001-2003,
- ”Songs of Honour”, Noble House Publishers,, New York, 2006;
- ”Born in Utopia”,  An Anthology of Modern & Contemporary Poetry, Talisman House Publishers, Jersey City, New Jersey, USA, 2006.

În reviste
- În România: România Literară, Vatra, Viața Românească, Luceafărul, Convorbiri Literare, Poesis, Euphorion, Familia, Contemporanul, Ramuri, Poezia, Steaua, Tribuna, Dacia, Hyperion, Cronica, Curierul românesc.
- În Statele Unite: Exquisite Corpse, New Orleans, Louisiana, Ur-Vox, Denver, Colorado, Gracious Light, New York, Interpoezia, New York, Roots, Georgia, Respiro, New York.
- În Germania: Galateea, Königsbrunn, Apoziția, München.

Traduceri
- Din engleză în română în volumul ”Locul nimănui”, Antologie de poezie americană contemporană, Cartea Românească, 2005.
- Din română în engleză în volumul ”Born in Utopia, An Anthology of Modern & Contemporary Poetry”, Talisman House Publishers, Jersey City, New Jersey, USA, 2006.

## Premii
- Premiul Uniunii Scriitorilor pentru poezie pe 2004 pentru volumul Orologiul cu Statui
- Premiul Național pentru Debut „Mihai Eminescu“, 2000, pentru volumul Călăuza;
- Premiul „International Library of Poets“ din Statele Unite, 2002, contract de publicare;
- Premiul „Hyperion“ al Fundației „Hyperion“, 2003;
- Nominalizare la premiile ASPRO pentru experiment, 2003 și 2004 pentru volumul Solaris și, respectiv, Ochiul miriapod;
- Premiul revistei Convorbiri literare pentru poezie, 2004;
- Premiul revistei Poesis, 2005.